# 2018年トロント車両暴走事件
2018年トロント車両暴走事件（2018ねんトロントしゃりょうぼうそうじけん）とは、2018年4月23日にカナダ・オンタリオ州トロントで発生したテロ事件。25歳の男性がノースヨーク・シティセンター商業地区を通るヤング・ストリートで歩行者を狙って自動車を突入させた。11名が死亡し、15名が負傷した。負傷者のうちの数名は重体だった。車両暴走事件としてはカナダ史上最多の犠牲者を出した。
自動車の暴走はヤング・ストリートとフィンチ・アベニューの交差点から開始した。車両はヤングストリートの歩道を南に進み、シェパード・アベニューの近傍にまで至った。11名の犠牲者のうちの9名は女性だった。犯人のアレク・ミナシアン (英: Alek Minassian) は自動車から降りた後、犯行現場の南の地点で逮捕された。警察官に自分を殺害させようとしたとされる。逮捕された時刻は午後1時32分 (EDT) であり、最初の通報から7分後のことだった。
この事件はミソジニストによるテロ攻撃だったと見なされている。動機が女性から性的および社会的に排斥されたことへの復讐だったと犯人が主張したためである。逮捕時、ミナシアンは警察に対して自身がインセルであると説明した。自身の犯行はエリオット・ロジャー (2014年アイラビスタ銃乱射事件の犯人) が始めた「インセルの反乱」の続きであるとも主張した。ミナシアンは責任能力がないことにより無罪であると主張したが、10件の第一級殺人、16件の殺人未遂の全件に対して有罪となった。裁判の際、判事は、ミナシアンはイデオロギーが動機であると虚偽の説明をした可能性が高く、犯行の主要な動機は悪名を得ようとしたためであると判断した専門家の意見を認めたと述べている。2022年6月13日、ミナシアンは終身刑の判決を受けた。

## 犯行
午後1時25分 (EDT)、最初の通報があった。通報者は歩行者が自動車に撥ねられたと説明した。フィンチ・アベニューで、白色のシボレー・エクスプレス (ライダー社のレンタカー) が赤信号を無視して、ヤング・ストリートの西側の歩道を南に走行し、複数名の歩行者を撥ねた。自動車は歩道をさらに数ブロック走り続け、数名の歩行者を撥ねた。地元の商店の監視カメラには、午後1時24分に車両がフィンチ・アベニューの1ブロック南にあるトールマン・ストリートに到達した様子が記録された。ある時点で、歩道が狭くなったため、車両は再び車道に戻った。しかし、パーク・ホーム・アベニューで再び歩道に侵入し、メル・ラストマン広場 (フィンチ・アベニューから南に1.4キロメートル離れた場所にある、ヤング・ストリートの西側に面した市営の広場) の前にいた歩行者を撥ねた。
救急隊員が現場に急行し、サニーブルック保健科学センターが緊急対応の拠点となった。

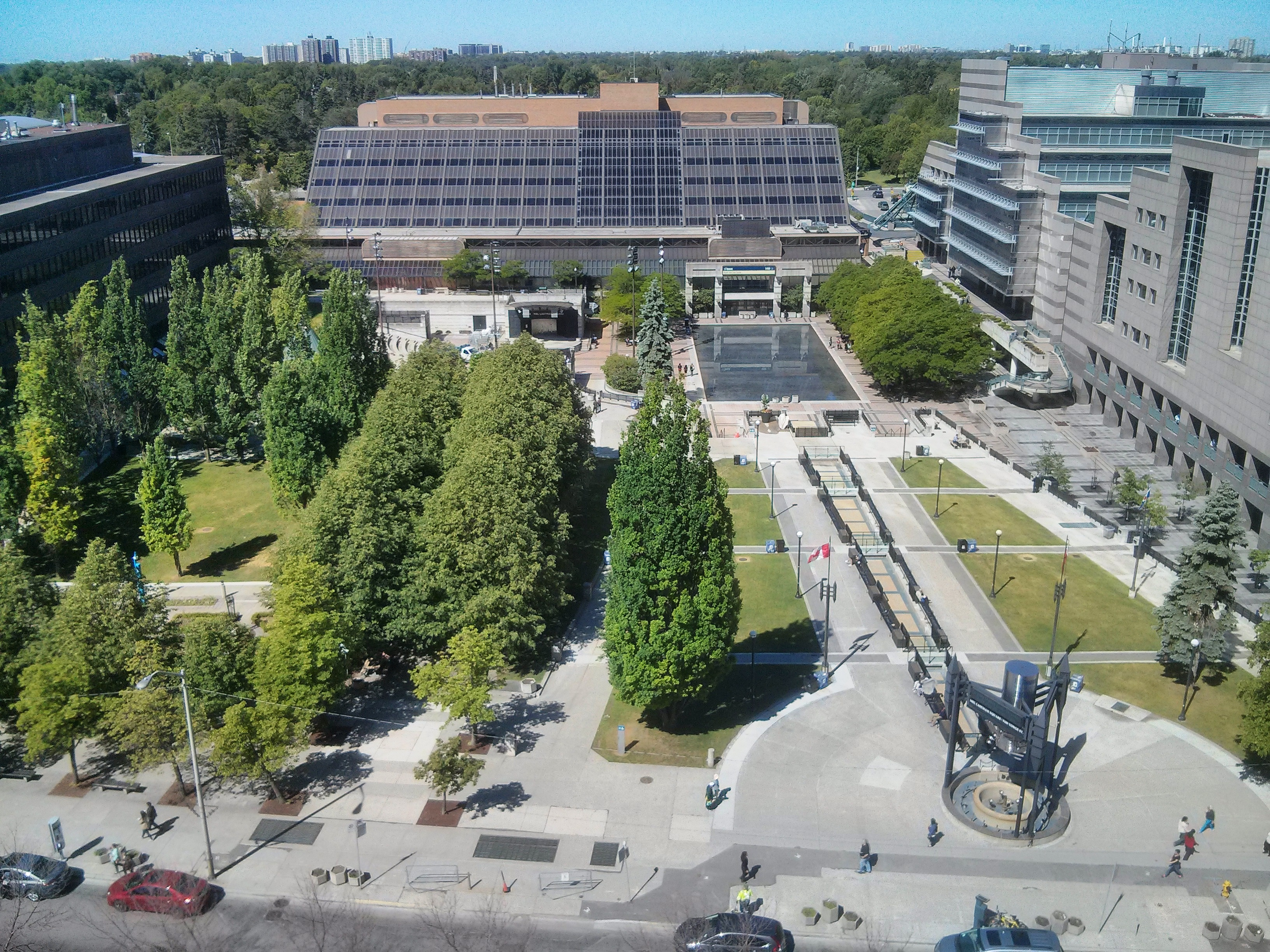
メル・ラストマン広場 (2015年6月撮影)

交通整理の任務中だったトロント警察のケン・ラム (英: Ken Lam) 巡査が単独で暴走車両を停止させた。車両はポインツ・アベニューの北側の歩道で止まった。その場所はヤング・ストリートの西で、シェパード・アベニューから南に2ブロック離れており、車両が暴走を開始した場所から南に2.3キロメートル離れた距離にあった。ラム巡査は覆面パトカーを近くに停めて、開いたままの運転席のドアの近くにいた運転手と思しき男性に対面した。
その際、男性は後ろのポケットから何度も手を出し、黒っぽい色の物体をさながら拳銃であるかのようにラム巡査に突きつけた。ラム巡査は男性に地面に伏せるように命じたが、男性は何度も自分を殺させようとした。ラム巡査が銃撃すると警告すると、男性は自分の頭を撃てと挑発した。その後、ラム巡査はパトカーに戻ってサイレンを切った。男性とラム巡査がお互いに歩み寄ったとき、ラム巡査は男性が手にしていたものが拳銃ではないことに気が付いた。ラム巡査は拳銃をホルスターに収め、致命傷を与えないように警棒を取り出した。すると、男性は手に持っていた物体を捨て、地面に伏せて降伏した。男性は午後1時32分に逮捕された。
現場で9名の死亡が確認された。午後8時15分、トロント警察は10人目の死者が出たことを公表した。11人目の犠牲者は2021年10月28日に死亡した。首から下が不随になっており、病院から退院することはなかった。

## 犠牲者
11名の犠牲者は下記の通りである。

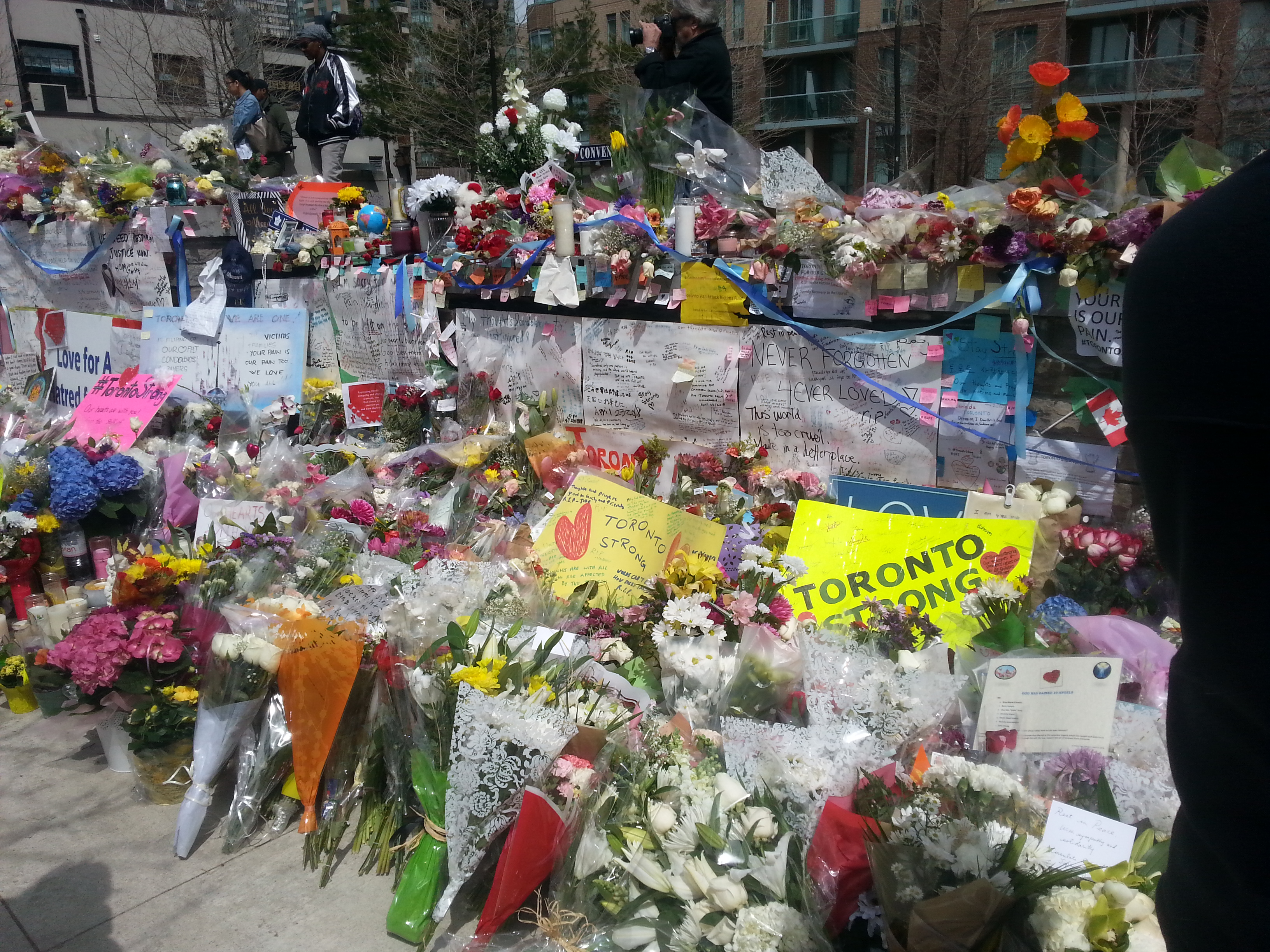
ノースヨークのオリーブ・スクエアでの#Torontostrongの追悼 (2018年4月27日撮影)

- Beutis Renuka Amarasinghe、45歳、栄養士[27]

- Andrea Knafelc Bradden、33歳、スロベニア系カナダ人、アカウントエグゼクティブ[28]

- Geraldine Brad、83歳、エイボン・プロダクツ社の販売員[29]

- So He Chung、22歳、トロント大学の学生[30]

- Anne Marie D'Amico、30歳、証券アナリスト[31][32]

- Mary Elizabeth "Betty" Forsyth、94歳、退職者[33]

- Chul Min "Eddie" Kang、45歳、料理人[34]

- Ji Hun Kim、22歳、韓国人の留学生。セネカ・ポリテクニック（英語版）に在籍していた[35]。

- Munir Najjar、85歳、ヨルダン人の退職者。家族の元を訪れていたところ、事件に巻き込まれた[36]。

- Dorothy Sewell、80歳、退職者[27][34]

- Amaresh Tesfamariam、65歳、看護師。首から下が不随になり、病院から退院することなく、2021年10月28日に負傷が原因で死亡した[1]。

他に15名の負傷者が出た。そのうち、Robert Anderson、Amir Kiumarsi、Aleksandra Kozhevinikova、Mavis Justino、Morgan McDougall、Jun Seok Park、Samantha Peart、So Ra、Catherine Riddell、Sammantha Samson、Beverly Smith、Yunsheng Tianの12名の名前が報じられている。

## 犯人
警察は被疑者をアレク・ミナシアンと特定した。ミナシアンには前科は無かった。父のVaheはアルメニアからカナダへ移住し、ソフトウェア開発の仕事をしていた。母のSonaはイラン出身で、IT企業のコンピュジェン社で働いていた。ミナシアン自身も野心的なソフトウェア開発者であり、モバイルアプリケーションの開発などを手掛けていた。
ミナシアンのLinkedInのプロフィールによると、2011年から2018年までノースヨークのセネカ・カレッジに通っており、また、リッチモンドヒルに住んでいた。小学生時代はリッチモンドヒルにあるシックスティーンス・アベニュー・パブリック・スクールに通っており、特殊教育学級に在籍していた。ソーンヒルにあるソーンリー・セカンダリー・スクールに通っていたころの元同級生によると、あまり社交的な性格ではなく、人畜無害な人物だったという。ソーンリー・セカンダリー・スクール在籍時代は自閉症スペクトラム障害を抱えた学生向けの特殊支援学級に通っていた。2009年の記事で、ミナシアンの母は、ミナシアンはアスペルガー症候群であると述べている。
2017年後半、ミナシアンはカナダ陸軍に入隊し、2か月間在籍した。新兵訓練を16日間受けた後、自ら除隊を申し出た。軍高官によると、ミナシアンは軍隊生活に適合できておらず、服装、行状、軍事的状況での集団との交流に問題があったという。また、このような事件を起こすような兆候は無かったとも述べていた。
事件後、ミナシアンによるFacebookの投稿が公開された。その記事の中で、ミナシアンは自身が「インセル」であると述べていた。「インセル」(英: incel) とは"involuntarily celibate"、すなわち「不本意ながら独身でいる」人のことであり、性的パートナーを見つけられずにいる状態を指す。インセルのサブカルチャーは主に男性のインターネットコミュニティで構成される。Facebookの記事は事件を起こす直前に投稿されており、次の文章が書かれていた。
Private (Recruit) Minassian Infantry 00010, wishing to speak to Sgt 4chan please. C23249161. The Incel Rebellion has already begun! We will overthrow all the Chads and Stacys! All hail the Supreme Gentleman Elliot Rodger!
内容は、ミナシアン二等兵が4chan軍曹に対して、インセルの反乱が始まったと宣言する内容であり、エリオット・ロジャーという人物を称賛するというものである。反乱軍が打倒するという"Chad" (チャド) と"Stacy" (ステーシー) は、4chanやRedditのインセルに関係するインターネット・フォーラムで使用される用語であり、人気があり魅力的で性に積極的な人物を意味する。「チャド」は男性、「ステーシー」は女性に対して使用される。 "Incel Rebellion" (インセルの反乱) は時折使用される用語であり、"Beta Uprising" (ベータの暴動)、"Beta Male Uprising" (ベータ雄の暴動) も同じような意味である。性行為ができないことへの暴力的な反応を指す。エリオット・ロジャーは「インセルの元祖」と言われる人物であり、カリフォルニア州で発生した2014年アイラビスタ銃乱射事件の犯人である。ミナシアンは2014年の事件の数日前までロジャーと接触していたと主張していた。ロジャーは魅力的な女性と性的に成功した男性を標的にしていた。このため、事件後にミソジニストたちのインターネット上の過激なコミュニティで偶像化された。いくつかのインセルのウェブサイトもそのようなインターネット・コミュニティに含まれる。Facebook社はこの投稿が犯人本人によるものであることを確認した。カナダ国防省の情報筋によると、Facebookの投稿に書かれていたC23249161という番号は、ミナシアンが陸軍で訓練を受けていたときの認識番号と一致しているという。

## 裁判
2018年4月24日、ミナシアンは弁護人を伴わずにオンタリオ裁判所に出廷した。拘束されており、白色の囚人用ジャンプスーツを着ていた。ミナシアンは10件の第一級殺人と13件の殺人未遂の罪で告訴されており、殺人未遂被害者との接触を禁止されていた。父のVaheが審問に出席した。Vaheは記者に対し、これまで息子とは会話していないと述べた。5月10日、ミナシアンはさらに3件の殺人未遂罪で告訴され、合計で16件となった。その後、ミナシアンはトロントの刑事被告人弁護士であるボリス・バイテンスキー (英: Boris Bytensky) に弁護を依頼した。裁判は当初、2020年2月10日を予定していたが、4月6日に変更され、その後、トロントでのCOVID-19の流行により11月に延期された。
裁判は2020年11月10日に開廷され、COVID-19の流行によりZoomを介して実施された。ミナシアンは既に犯行を計画・実行したことを認めていたが、責任能力が無いことを理由に無罪を主張した。11月12日の証言で、弁護側から雇われた精神科医の報告が発表された。その内容は、ミナシアンは厳密に言えば精神病ではないものの、自閉症のために思考が精神病患者と同様に重度に歪んでいたというものだった。ミナシアンと弁護人が自閉症を理由に責任能力が無いと説得しようとしたことで、自閉者の権利運動を進めていた人々から批判が巻き起こった。彼らはこの裁判によって自閉症の人々に対する汚名が圧巻する可能性があると懸念した。また、ミナシアンは知能が高かったことも明らかになっている。
判決で、オンタリオ州上級裁判所のアン・モロイ (英: Anne Molloy) 判事は、犯行の動機は悪名を得ることであると考えていると表明し、ミナシアンの名がさらに認知されないようにミナシアンを"Mr. Doe" (「ミスター・ドゥ」) という仮名で呼んだ。モロイ判事は、ミナシアンが虚偽の動機を説明したのか、真実を伝えたのかはほぼ区別がつかず、真の動機を解明するのはほぼ不可能であると述べた。しかし、そのうえで、モロイ判事は、ミナシアンは警察に嘘の供述をしており、インセル運動は実際には主要な原動力ではなかったという専門家の判定を支持した。モロイ判事は自閉症を理由とした弁護を退けた。2021年3月3日、ミナシアンは全件に対して有罪という評決が下り、その評決はYouTubeで中継された。しかし、判決は2022年にまで延期された。カナダ最高裁判所はケベック市モスク銃撃事件の犯人に連続で終身刑判決を下すことができるか争う上告審の最中であり、それを待つ必要があったためである。6月13日、ミナシアンは25年間仮釈放無しの終身刑という判決が下された。翌月、ミナシアンは控訴を申し立て、判事は専門家による証拠を誤解しており、理にかなっていない判断をしたと主張した。

## 余波
事件後、トロント交通局はその地域のトロント市地下鉄とバスを即座に閉鎖し、別経路で運行させた。ヤング・ストリートの一部は警察の捜査のため、2018年4月24日夜まで交通が遮断された。市営の建物は4月23日夜に閉鎖され、4月24日中まで閉鎖が続いた。商店は営業が許可されたが、歩行者の死者が出た地域では、ヤング・ストリートに面する商店は裏口のみ出入りが許可された。最大の影響を受けた地域の多くの商店は4月24日全日閉店することを選んだが、一部は4月24日午後に開店した。4月25日までにはその地域の閉鎖が完全に解かれ、交通サービスが再開された。
ケベック州ラ・マルベでの第44回先進国首脳会議に先立ってトロントでG7の国防担当閣僚による会合が開催されており、その周辺では警備が強化されていた。事件後すぐ、国防担当閣僚たちは事件について報告を受けた。その翌日の会合の協議事項は、「ソフトターゲット」、テロリズムとソーシャルメディアの関係、インターネット上の若者の先鋭化についての議論が含まれた。この事件はカナダ政府によるテロリズムの脅威に対する2018年の報告書でも扱われた。2018年トロント銃撃事件の犯人であるファイサル・フセイン (英: Faisal Hussain) も事件を起こす前にインセルについて関心を抱いていたが、警察は先鋭化の証拠を見つけていなかった。

### スポーツイベント
エア・カナダ・センター (現スコシアバンク・アリーナ) 周辺では、道路が閉鎖され、ダンプカーで塞がれていた。4月23日夕方、ナショナルホッケーリーグのトロント・メープルリーフスとボストン・ブルーインズとのプレーオフゲームが開催されており、観戦しにメイプルリーフ広場に集まっていたファンたちの安全が懸念されたためである。この試合中、被害者に向けて黙祷の時間が設けられた。
ロジャーズ・センター前のブレンナー大通りの北側の歩道沿いはコンクリートの障壁が設置された。4月24日にトロント・ブルージェイズとボストン・レッドソックスによる野球の試合が予定されており、同様に安全が懸念されたためである。試合の前、トロント・ブルージェイズは式典で初期対応者の数名を称えた。被害者を追悼する映像が流され、その後に黙祷が捧げられた。

## 反応

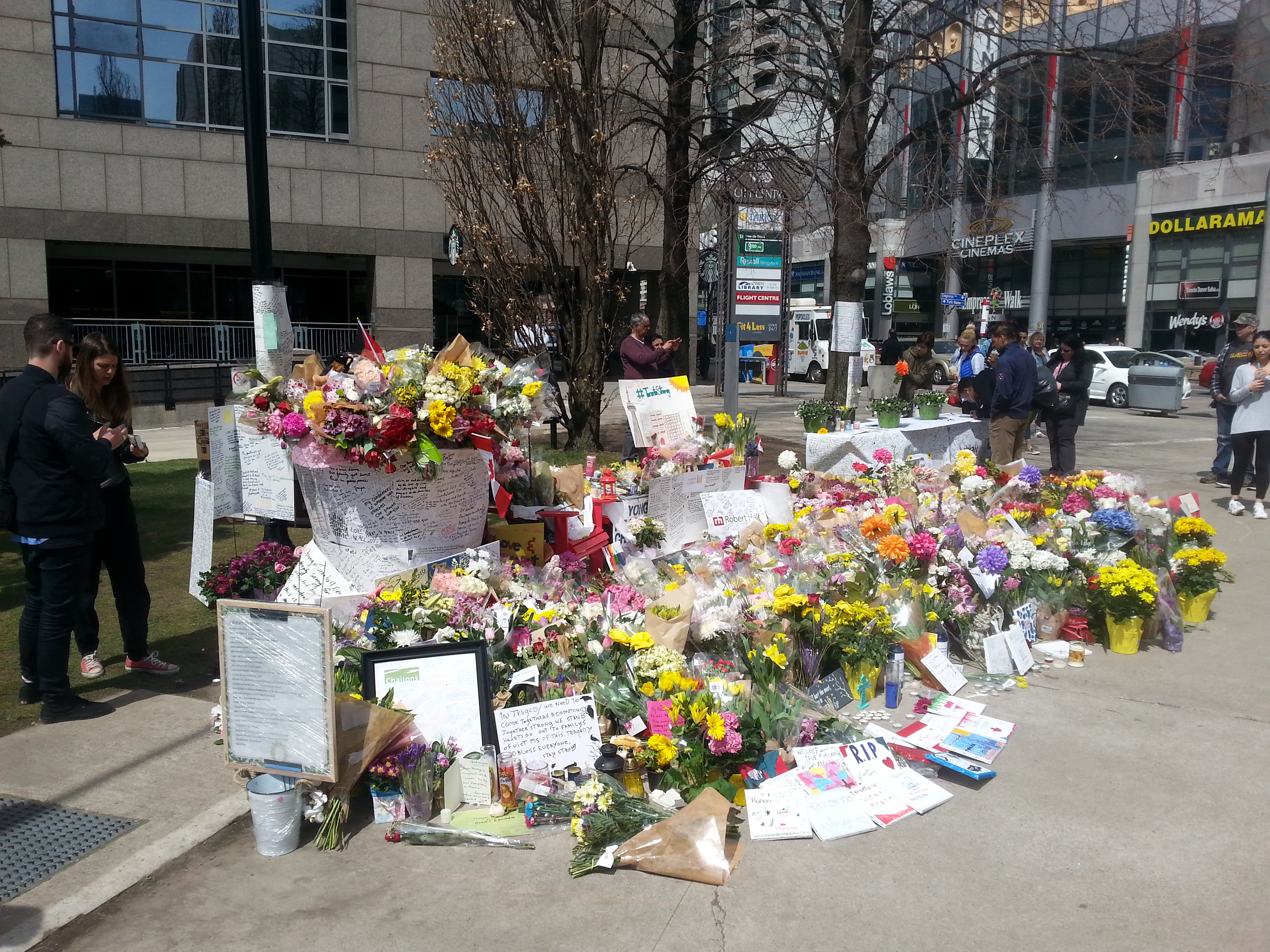
メル・ラストマン広場での追悼 (2018年4月27日)

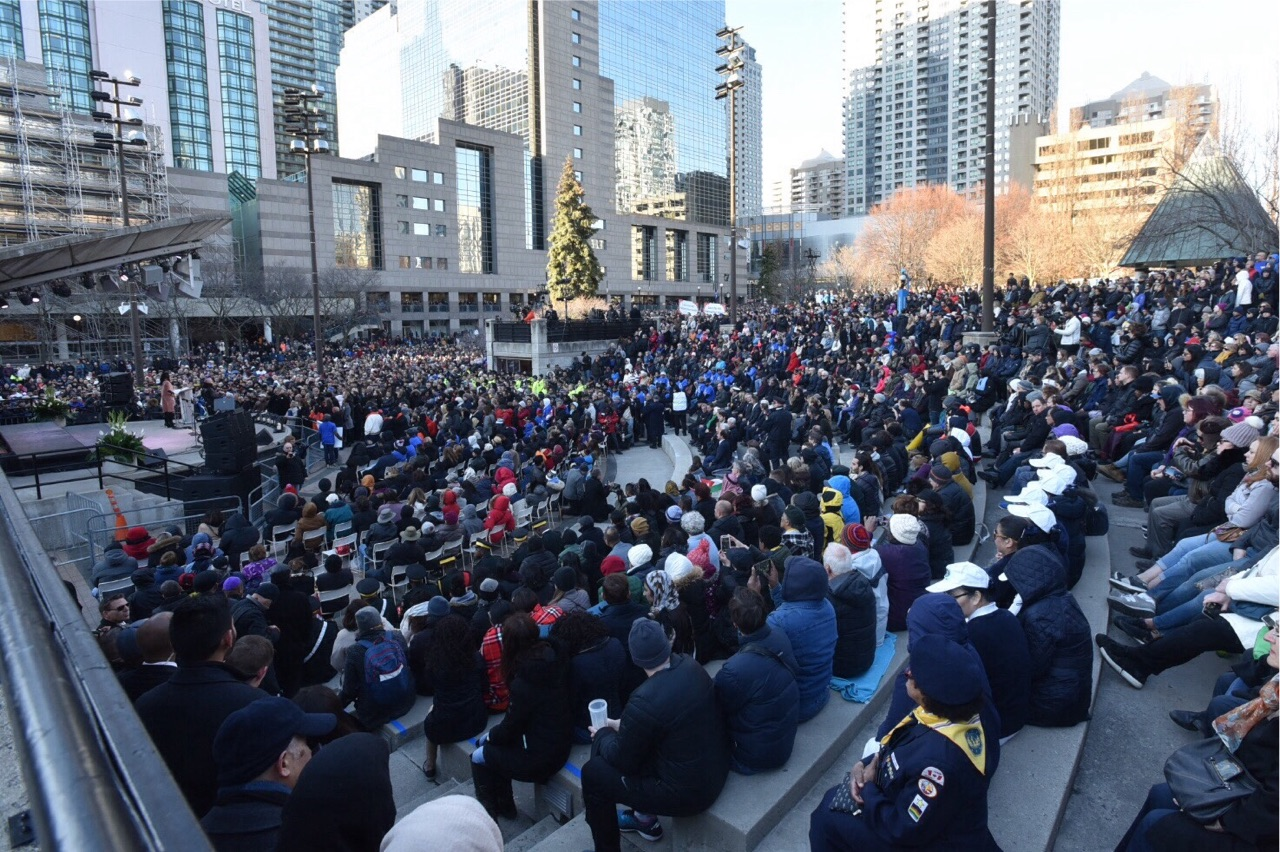
メル・ラストマン広場で開催されたの通夜 (2018年4月29日)

事件の直後、ジャスティン・トルドー首相やアンドリュー・シーア下院野党第一党党首、キャスリーン・ウィンオンタリオ州首相、ジョン・トリートロント市長といった国内の政治指導者たちは支援を表明し、哀悼の言葉を述べた。
ケン・ラム巡査は警察官に殺害されることを狙っていたミナシアンを非致命的な手段で取り押さえることに成功したことにより、その熟慮された実力行使の方法が称賛を集めた。ラム巡査は単に自分の務めを果たしたまでであると述べた。
CNタワーの照明や、ネイサン・フィリップス広場にあるTorontoという文字の看板は、2018年4月23日の夜に無色の仄暗い明るさで照らされた。トロントとその周辺の地方自治体のほとんどの官庁所在地では半旗が掲揚された。
ヤング・ストリートの東側に面するオリーブ・スクエア公園は、車両暴走が始まった地点からヤング・ストリートを挟んでちょうど向かい側にある。同日午後5時15分、ある地元住民により即興で追悼式が開かれた。追悼式を始めた住民は、メル・ラストマン広場などのヤング・ストリート沿いの他の公共スペースは警察によりテープで封鎖されていたため、封鎖されていなかったこの場所を選んだと述べた。歩行者が殺害されたフィンチ・アベニューの南からパーク・ホーム・アベニューの南に至るまでの各地で、数束から20束ほどの花束や紙のメッセージ、写真、飴が供えられた。最も多く人が撥ねられ、少なくとも2名が死亡したメル・ラストマン広場の出入口にある噴水の隣でも追悼が行われ、その規模は次第に大きくなって追悼の中核となり、オリーブ広場での追悼とほぼ同規模となった。

### #TorontoStrong
被害者の家族のための募金を目的にクラウドファンディングキャンペーンがいくつか立ち上げられた。トロント市当局は被害者とその家族、事件の初期対応者たち、心的外傷の影響を受けた人々を支援するため、#TorontoStrong基金を設立した。このハッシュタグは、同年7月22日にグリークタウンで発生した大量銃撃事件の被害者の追悼に再利用された。
翌週にはいくつか通夜が開かれた。4月24日夕方、ラストマン広場で小規模の通夜が行われた。4月27日、同じくラストマン広場でトロント韓国人コミュニティ協会により通夜が開かれた。4月29日、公式の#TorontoStrongの通夜がトロント市当局により開かれ、数千人が参列した。通夜はヤング・ストリートやフィンチ・アベニューから出発した葬列から始まり、ラストマン広場での集会で幕を閉じた。集会ではコミュニティのリーダーが弔辞をし、トルドー首相、ジュリー・ペイエット総督、ウィン首相、フィリップ・クイヤールケベック州首相、トリー市長も参席した。
2018年6月3日、オリーブ・スクエア公園とメル・ラストマン広場で即興で行われた追悼が終了し、後に仮の銘板が置かれた。ジョン・トリー市長は恒久的な記念碑を建てる計画があると公表した。
2018年6月13日、#TorontoStrong'sボランティア運営委員会は元トロント市長であるバーバラ・ホールを基金管理者に指名した。ホールは被害者のために集められた募金を配給する役割を任命された。
2018年12月までに、基金からは400万カナダドル以上がこの事件と同年の銃撃事件の被害者とその家族に給金されている。